# 巴提斯·謝侯
巴提斯·謝侯（法語：Patrice Chéreau，法語發音：[pa.ʁis ʃe.o]；1944年11月2日—2013年10月7日），法國歌劇、劇場、電影導演與電影演員。他曾以《親密關係》於第51屆柏林影展獲得金熊獎。

## 生平
巴提斯·謝侯的父親是畫家，母親是平面設計師，他出生於莱济涅出生，於巴黎求學，他因參觀羅浮宮而開始對藝術感到興趣；12歲時，他就開始為話劇做舞台設計，在就讀路易大帝中學時，他即因在學校劇場擔任導演、演員而廣受巴黎劇評人熟知。1964年，年僅19歲的謝侯開始在專業劇場導戲。他曾就讀於巴黎大學，並持續在學校進行劇場工作，不過很快便休學。
1994年，他執導的《瑪歌皇后》獲得坎城影展評審團獎；2001年，他前往英國拍攝的《親密關係》則獲得柏林影展金熊獎；2003年，他以《死亡詩篇》再於柏林影展獲得最佳導演銀熊獎，同年他也擔任第56屆坎城影展評審團主席。
2013年10月7日，他因肺癌病逝，享壽68歲。

## 私人生活
巴提斯·謝侯與男演員帕斯卡尔·格雷戈里交往很長的時間，直至謝侯過世；謝侯本人曾表示他對於同性戀主題並不特別有興趣，他認為真正好的故事才能受到大家喜愛，不必侷限於同志題材。

## 電影作品
- 1994年:《瑪歌皇后》(La Reine Margot)
- 1998年:《愛我就搭火車》(Ceux qui m'aiment prendront le train)
- 2001年:《親密關係（英语：Intimacy (film)）》(Intimacy)
- 2003年:《死亡詩篇》(Son frère)
- 2005年:《情逝（法语：Gabrielle (film, 2005)）》(Gabrielle)
- 2009年:《沒有人強迫你愛我（法语：Persécution (film, 2009)）》(Persécution)